# Ben 10: Protector of the Earth
Ben 10: Protector of the Earth – gra platformowa 3D wydana na konsole PSP, PS2, Nintendo Wii oraz na Nintendo DS. Stworzona na podstawie filmu animowanego Ben 10.

## Rozgrywka
W grze gracz wciela się w postać Bena Tennysona. Po drodze do poszczególnych Bossów atakują gracza różne roboty, Wieczni Rycerze, wilkołaki i złoczyńcy. W grze można się zmieniać w 5 kosmitów – Czterorękiego, Inferno, Szybciora, Kulopłota i Dzikie pnącze. Jest też możliwość grania w dwie osoby. W wersji na Nintendo DS istnieje także możliwość transformacji w Upchuck'a.

## Fabuła
Gdy Ben śpi, do złomiaka wlatuje Robo-komar i wysysa z Omnitrixa DNA jego kosmitów poza Czterorękim i Inferno. Rano chłopak budzi się i dowiaduje od dziadka, że okolice terroryzuje wielki robot. Bohater chce zmienić się w Szybciora, ale transformacja nie udaje się, ponieważ DNA zostało wyciągnięte. Następnie chłopiec dowiaduje się, że kody genetyczne jego kosmitów umieszczone są w rozrzuconych po okolicy Kryształach DNA. Ben musi je odzyskać i pokonać wszystkich wrogów.

## Głosy postaci
- Tara Strong – Ben Tennyson
- Megan Smith – Gwen Tennyson
- Paul Eding – Dziadek Max
- Richard McGongale – Czteroręki
- Steven Jay Blum – Inferno, Hex, Vilgax
- Jim Ward – Szybcior, Dzikie pnącze
- Fred Tartorice – Kulopłot
- Richard Doyle – Enoch
- Charlie Chatler – Kevin
- Nicholas Guest – Clancy
- Dwight Schultz – Dr. Animo
- John DiMaggio – Vulcanus
- Tom Kane – Six Six